# Fenantrè
El fenantrè o fenantré és un hidrocarbur policíclic aromàtic compost de tres anells de benzè fusionats, tal com mostra la fórmula del costat. La seva fórmula empírica és C14H10. El nom prové de la composició de fenil i antracè.
Aquesta molècula proveeix el marc aromàtic dels esteroides. En la seva fórmula pura es troba al fum de les cigarretes, i és un reconegut irritant, fotosensibilitzant la pell.
Es pot trobar a la natura com a ravatita, un mineral de la classe dels minerals orgànics.

## Química
El fenantrè és gairebé insoluble en aigua però és soluble en la majoria de dissolvents orgànics, com el toluè, tetraclorur de carboni, dietil èter, cloroform, àcid acètic i benzè.
Un mètode clàssic de síntesi del fenantrè és la Síntesi Bardhan-Sengupta del Fenantrè (1932).
El primer pas d'aquesta reacció consisteix en una substitució electrofílica aromàtica, que té lloc en presència de pentaòxid de difòsfor, que fa del grup alcohol un millor grup sortint. Tanmateix no es creen alquens fora de l'anell aromàtic inicial. En la segona etapa d'aquesta reacció, el 9,10-dihidrofenantrè és oxidat amb seleni elemental. L'aromatització dels anells de sis membres no s'entén clarament, però produeix H₂Se.
El fenantrè també es pot obtenir fotoquímicament de certs diariletens.
Les reaccions del fenantrè típicament tenen lloc en les posicions 9 i 10, com ara: 
- Oxidació inorgànica a fenantrenequinona amb àcid cròmic.[4]
- Reducció orgànica a 9,10-dihidrofenantrè amb gas hidrogen i níquel.[5]
- Halogenació electrofílica a 9-bromofenantrè amb brom.[6]
- Sulfonació aromàtica a 2 i 3-àcids fenantrenesulfònics amb àcid sulfúric.[7]
- Ozonòlisi a difenilaldehid.[8]

### Formes canòniques del fenantrè
El fenantrè és més estable que el seu isòmer lineal antracè. Una explicació clàssica i ben establerta es basa en la regla de Clar.
Té cinc estructures de ressonància importants, dues de les quals són: 